# Janet Cherobon-Bawcom
Janet Cherobon-Bawcom (* 22. August 1978 in Kabirisang als Janet Cherobon) ist eine ehemalige US-amerikanische Leichtathletin kenianischer Herkunft, die sich auf den Langstreckenlauf spezialisiert hat.

## Sportliche Laufbahn
Janet Cherobon-Bawcom kam 2000 in die Vereinigten Staaten und erhielt ein Stipendium für ein Studium an der Harding University. 2007 siegte sie in 1:16:33 h beim Atlanta-Halbmarathon und trat in den folgenden Jahren bei zahlreichen Straßenläufen in den Vereinigten Staaten an. Seit 2011 ist sie US-amerikanische Staatsbürgerin und im Jahr darauf startete sie im 10.000-Meter-Lauf bei den Olympischen Sommerspielen in London und erreichte dort in 31:12,68 min den zwölften Platz. 2016 siegte sie in 1:11:49 h beim Tempe-Halbmarathon und anschließend wurde sie bei den Crosslauf-Weltmeisterschaften in Cardiff in 1:10:46 h Elfte im Einzelbewerb. 2020 beendete sie dann ihre aktive sportliche Karriere im Alter von 42 Jahren.
In den Jahren 2011 und 2013 wurde Cherobon-Bawcom US-amerikanische Meisterin im 10-km-Straßenlauf.

## Persönliche Bestleistungen
- 10.000 Meter: 31:12,68 min, 3. August 2012 in London
- 10-km-Straßenlauf: 32:03 min, 22. März 2014 in Mobile
- Halbmarathon: 1:10:46 h, 18. Januar 2015 in Houston
- Marathon: 2:29:45 h, 14. Januar 2012 in Houston